# 허재
허재(許載, 1965년 9월 28일~)는 대한민국의 전직 농구 선수 및 전직 지도자로 현역 시절에는 울산 현대모비스 피버스, 원주 DB 프로미 등에서 활약한 뒤 은퇴 이후에는 부산 KCC 이지스와 대한민국 농구 국가대표팀의 사령탑을 맡았고 고양 데이원 점퍼스의 대표이사 겸 구단주까지 지냈으며 현재는 농구계에서 퇴출된 후 방송인으로 활동하고 있다.
강원특별자치도 춘천 출신으로 본관은 양천이다. 종교는 불교, 신장은 188cm, 체중은 80kg이다.
프로 농구 선수 당시 포지션은 슈팅 가드였다. 실업 농구 기아자동차 팀에서 강동희, 김유택, 한기범 등의 중앙대학교 동문들과 함께 일명 '기아 왕조'를 구축하며 승승장구하며, 농구대잔치 7회 우승을 달성하였으며, MVP도 3회 수상하였다. 215경기에 출장하여 총 5352점을 기록, 11시즌 통산 경기당 평균 득점 24.89점을 기록하였다.
한국프로농구에서는 1998년 정인교를 상대로 트레이드된 이후 TG 삼보 엑써스 (당시 원주 나래 블루버드, 現 원주 DB 프로미)에서 활약했다. KBL 8시즌 동안 통산 4524 득점, 1148 리바운드, 1572 어시스트, 508 스틸을 기록했다. 등번호 9번은 영구 결번 처리되었다.
농구 천재, 농구 9단, 농구 대통령이라는 별명으로 불릴 만큼 탁월한 기량에 카리스마를 갖춘 그는 화려한 플레이로 오랫동안 높은 인기를 누렸다. 1982년 용산고등학교 2학년 때 처음 청소년대표로 선발된 이후 1999년까지 17년 동안 청소년대표를 거쳐 국가대표로 활약하였으나 아시안 게임과 아시아 선수권 대회의 우승 경력은 없다. 1995년에는 ABC 아시아 농구 선수권 대회 MVP로 선정되기도 했다.

## 학력
- 상명초등학교 졸업
- 용산중학교 졸업
- 용산고등학교 졸업(1984년)
- 중앙대학교 체육교육학 학사(1988년)

## 경력
- 1988년~1998년 - 기아 자동차 농구단(실업팀, 1988년~1996년) 
부산 기아 엔터프라이즈(프로팀, 1997년~1998년) 선수
- 1998년~2004년 - 원주 TG삼보 엑써스 선수
- 1985년~1999년 - 대한민국 농구 국가대표팀 선수
- 2005년~2015년 - 전주 KCC 이지스 감독
- 2016년~2018년- 대한민국 농구 국가대표팀 감독
- 2021년 - KBL 명예 부총재
- 2022년~2023년 - 고양 데이원 점퍼스 사장겸 구단주

## 가족
아내는 이미수이고, 아들인 허웅과 허훈은 아버지의 뒤를 이어서 현재 농구선수로 활약하고 있다.

## 일화
- 1990년 세계 농구 선수권 대회 이집트전에서 62점을 기록하며 세계 농구 선수권 대회 사상 한 경기 최다득점 기록을 수립하였으며, 현재까지도 이 기록은 깨지지 않고 있다.[2][3][4]
- 1990년 농구대잔치 챔피언결정전 2차전 도중 현대전자 소속이었던 임달식에게 얼굴을 강타된 후 이에 격분하여 달려들다가 같은 현대전자의 김성욱 선수에게 얼굴을 맞았고 이 사건으로 6개월 자격정지 처분이 내려졌으나 바르셀로나 올림픽 예선을 앞두고 자격 정지가 해제되었다.[5]
- 1996년 여름 무면허 음주운전 사실이 적발되어 구속 기소[출처 필요]되었으며 이후 프로농구가 출범한 1997년 징계가 풀렸는데도 경기에서는 벤치를 지켜야 했다. 이 때문에 팀은 원년 챔프를 차지했지만 최우수선수는 강동희가 차지했다. 이 때부터 시작된 최인선 감독과 갈등[6]으로 그가 후에 원주 나래 블루버드 (현 원주 동부 프로미)로 이적하는 빌미가 되었다.[7]
- 허재의 두 아들 허웅과 허훈 역시 농구선수이다. 2007년 제36회 전국소년체전에서는 당시 둘이 뛰고 있던 용산중학교와 삼광초등학교가 각각 우승을 차지해 화제를 모은 바 있다.[8]
- 2009년 10월 16일 부산 해운대의 어느 포장마차에서 술을 마시다 폭행 혐의로 경찰에 입건되었다.
- 허재가 속한 1997년 실업농구의 기아자동차 멤버들, 즉 허재를 포함해 강동희, 김유택, 이훈재, 한기범, 조동기, 김영만 등이 그대로 이어져 온 프로 구단 부산 기아 엔터프라이즈는 프로 원년 챔피언 결정전까지 무난히 진출하여 돌풍을 일으켰던 나래를 상대로 우승하게 된다.
- 2011년 중화인민공화국에서 열린 한 국제대회에서 중국기자의 무례한 질문에 '뭔 소리야 말 같지도 않은 소릴 하고 있어 XX 진짜 짜증나게'라고 사이다 발언을 하였다.
- 2013년 10월 15일 울산 모비스와 경기에서 심판판정에 항의할 당시 블락을 '불낙'으로 발음하게 되면서 이와 관련된 패러디가 나오게 되었다.[9]
- 허재는 KCC의 감독으로서, 아들인 허웅과 같은 팀에서 함께 뛰는 것은 불편하다는 이유로 2014-15시즌 신인 드래프트에서 허웅 대신 김지후를 선택하였다.

## 수상 경력
수훈
- 체육훈장 기린장(1986년)

방송
- 2019년 SBS 연예대상 SBS 챌린저상(정글의 법칙)
- 2021년 KBS 연예대상 리얼리티부문 남자 최우수상 (사장님 귀는 당나귀 귀, 갓파더)
- 2022년 KBS 연예대상 프로듀서 특별상 (사장님 귀는 당나귀 귀)
- 2022년 KBS 연예대상 베스트 아이콘상

## 통산 기록

#### 농구대잔치
(플레이오프 포함 기록)
| 연도 | 팀         | 경기수               | 총 득점              | 평균 득점            | 총 리바운드          | 평균 리바운드        | 총 어시스트          | 평균 어시스트        | 총 3점슛             | 평균 3점슛           |
| ---- | ---------- | -------------------- | -------------------- | -------------------- | -------------------- | -------------------- | -------------------- | -------------------- | -------------------- | -------------------- |
| 1984 | 중앙대학교 | 18                   | 432                  | 24.00                | 144                  | 8.00                 | 112                  | 6.22                 | 룰 부재              | 룰 부재              |
| 1985 | 중앙대학교 | 13                   | 266                  | 20.26                | 85                   | 6.53                 | 40                   | 3.07                 | 22                   | 1.69                 |
| 1986 | 중앙대학교 | 23                   | 555                  | 24.13                | 171                  | 7.43                 | 85                   | 3.69                 | 91                   | 3.95                 |
| 1987 | 중앙대학교 | 중앙대학교 대회 불참 | 중앙대학교 대회 불참 | 중앙대학교 대회 불참 | 중앙대학교 대회 불참 | 중앙대학교 대회 불참 | 중앙대학교 대회 불참 | 중앙대학교 대회 불참 | 중앙대학교 대회 불참 | 중앙대학교 대회 불참 |
| 1988 | 기아자동차 | 20                   | 505                  | 25.25                | 161                  | 8.05                 | 58                   | 2.90                 | 59                   | 2.95                 |
| 1989 | 기아자동차 | 19                   | 508                  | 26.73                | 127                  | 6.68                 | 68                   | 3.57                 | 77                   | 4.05                 |
| 1990 | 기아자동차 | 20                   | 508                  | 25.40                | 130                  | 6.50                 | 60                   | 3.00                 | 69                   | 3.45                 |
| 1991 | 기아자동차 | 21                   | 469                  | 22.22                | 112                  | 5.33                 | 71                   | 3.38                 | 56                   | 2.66                 |
| 1992 | 기아자동차 | 23                   | 614                  | 26.69                | 165                  | 7.17                 | 74                   | 3.21                 | 83                   | 3.60                 |
| 1993 | 기아자동차 | 17                   | 510                  | 30.00                | 111                  | 6.52                 | 49                   | 2.88                 | 76                   | 4.47                 |
| 1994 | 기아자동차 | 20                   | 471                  | 23.55                | 94                   | 4.70                 | 62                   | 3.10                 | 52                   | 2.60                 |
| 1995 | 기아자동차 | 21                   | 514                  | 24.47                | 128                  | 6.09                 | 79                   | 3.76                 | 65                   | 3.09                 |
| 통산 | 11시즌     | 215                  | 5352                 | 24.89                | 1428                 | 6.64                 | 758                  | 3.52                 | 650                  | 3.29                 |

#### 한국프로농구
| 시즌           | 팀             | 경기수 | 총 득점 | 평균 득점 | 총 리바운드 | 평균 리바운드 | 총 어시스트 | 평균 어시스트 | 총 3점슛 | 평균 3점슛 |
| -------------- | -------------- | ------ | ------- | --------- | ----------- | ------------- | ----------- | ------------- | -------- | ---------- |
| 1997           | 기아           | 20     | 316     | 15.80     | 39          | 1.95          | 103         | 5.15          | 32       | 1.60       |
| 97-98          | 기아           | 37     | 555     | 15.00     | 126         | 3.41          | 129         | 3.49          | 62       | 1.67       |
| 98-99          | 나래· TG삼보   | 45     | 771     | 17.13     | 216         | 4.80          | 226         | 5.02          | 93       | 2.06       |
| 99-00          | 나래· TG삼보   | 39     | 644     | 16.51     | 169         | 4.33          | 207         | 5.31          | 73       | 1.87       |
| 00-01          | 나래· TG삼보   | 31     | 382     | 12.32     | 76          | 2.45          | 106         | 3.42          | 26       | 0.83       |
| 01-02          | 나래· TG삼보   | 49     | 655     | 13.37     | 174         | 3.55          | 241         | 4.92          | 88       | 1.79       |
| 02-03          | 나래· TG삼보   | 52     | 420     | 8.08      | 152         | 2.92          | 241         | 4.63          | 49       | 0.94       |
| 03-04          | 나래· TG삼보   | 47     | 108     | 2.30      | 57          | 1.21          | 112         | 2.38          | 15       | 0.32       |
| 통산           | 8시즌          | 320    | 3581    | 12.03     | 1009        | 3.15          | 1365        | 4.26          | 438      | 1.36       |
| 플레이오프통산 | 플레이오프통산 | 55     | 733     | 13.33     | 152         | 2.76          | 232         | 4.22          | 101      | 1.83       |

## 방송

### 프로 선수 생활
- 1993년 KBS2 《체험 삶의 현장》
- 1993년 KBS2 《퍼즐특급》
- 1994년 KBS2 《밤과 음악 사이》
- 1994년 MBC 월화드라마 《마지막 승부》
- 1995년 KBS2 《가족오락관》
- 1996년 MBC 《주병진 나이트쇼》
- 1997년 KBS2 《퀴즈탐험 신비의세계》
- 1998년 KBS2 《TV는 사랑을 싣고》
- 1998년 KBS2 《서세원쇼》
- 2000년 MBC 《박상원의 아름다운 TV 얼굴》
- 2000년 MBC 월요시트콤 《세 친구》 - 술버릇 편

### 선수 은퇴 직후 감독 생활
- 2009년 MBC 《무릎팍도사》
- 2013년 KBS2 《우리동네 예체능》
- 2016년 MBC 《마이 리틀 텔레비전》

### 감독 직후
- 2019년 JTBC 《뭉쳐야 찬다》 - 고정출연(2019년 6월 13일부터 2021년 1월 31일까지 출연)
- 2019년 JTBC 《냉장고를 부탁해》
- 2019년 JTBC 《한끼줍쇼》
- 2019년 MBC 《황금어장 라디오스타》
- 2019년 KBS2 《사장님 귀는 당나귀 귀》
- 2019년 SBS 《미운 우리 새끼》
- 2019년 SBS 《집사부일체》
- 2019년 KBS2 《옥탑방의 문제아들》
- 2019년 SBS 《정글의 법칙》
- 2019년 tvN 《일로 만난 사이》
- 2019년 MBN 《자연스럽게》
- 2019년 TV조선 《식객 허영만의 백반기행》
- 2019년 JTBC 《막나가쇼》
- 2019년 KBS2 《식탁의 기사》
- 2020년 MBC 《부러우면 지는거다》
- 2020년 JTBC 《아는 형님》
- 2020년 채널A 《나만 믿고 따라와, 도시어부》
- 2020년 KBS1 《바다 건너 사랑》
- 2020년 SBS F!L 《외식 하는날 2》
- 2020년 SBS 《정글의 법칙 - 와일드 코리아》 - 게스트(둘째아들 허훈과 동반출연)
- 2021년 JTBC  《뭉쳐야 쏜다》
- 2021년 KBS2 《TV는 사랑을 싣고》
- 2021년 KBS2 《옥탑방의 문제아들》- 게스트(첫째아들 허웅, 둘째아들 허훈과 동반출연)
- 2021년 TV조선 《뽕숭아학당》
- 2021년 JTBC 《해방타운》
- 2021년 KBS2  《갓 파더》- 고정출연
- 2021년 MBC 《안싸우면 다행이야》
- 2022년 TV조선 《개나리학당》- 게스트
- 2022년 MBC 《호적메이트》
- 2023년 TV조선 《조선체육회》
- 2023년 LG헬로비전 《제철 요리해 주는 옆집 누나》

### 드라마
- 2020년 JTBC 월화드라마 《18 어게인》 - 실업 농구 감독 역(특별출연)

## 어록
- 이게 불낙이야? - 블락 발음이 안 되서... 덕분에 피자광고 모델로 발탁
- 그것은 아니지
- 뭔 소리야? 말 같지도 않은 소리를 하고 그래.